# Матвеев, Алексей Васильевич (Герой Советского Союза)
Алексе́й Васи́льевич Матве́ев (1907, Зеркалы, Томская губерния — 2 октября 1976, Шипуновский район, Алтайский край) — старший сержант Рабоче-крестьянской Красной Армии, участник Великой Отечественной войны, Герой Советского Союза (1944).

## Биография
Алексей Матвеев родился 20 июля 1907 года в селе Зеркалы (ныне — Шипуновский район Алтайского края). Русский. После окончания четырёх классов работал сначала в хозяйстве, затем в колхозе. В 1941 году Матвеев был призван на службу в Рабоче-крестьянскую Красную Армию. С февраля 1942 года — на фронтах Великой Отечественной войны.
К ноябрю 1943 года старший сержант Алексей Матвеев командовал пулемётным расчётом 1120-го стрелкового полка 333-й стрелковой дивизии 6-й армии 3-го Украинского фронта. Отличился во время битвы за Днепр. В ночь с 25 на 26 ноября 1943 года Матвеев переправился через Днепр в районе села Каневское Запорожской области Украинской ССР и принял активное участие в боях за захват и удержание плацдарма на его западном берегу. В разгар боя, когда выбыл из строя наводчик орудия, Матвеев заменил его собой и огнём орудия уничтожил более 20 солдат и офицеров противника, что способствовало успешной переправе основных сил батальона.
Указом Президиума Верховного Совета СССР от 22 февраля 1944 года старший сержант Алексей Матвеев был удостоен высокого звания Героя Советского Союза с вручением ордена Ленина и медали «Золотая Звезда».
После окончания войны Матвеев был демобилизован. Вернулся на родину, работал в колхозе. Скончался 2 октября 1976 года.
Был также награждён рядом медалей.